# Manu Mondo
Manuel (Manu) Mondo Díaz Ramos (18 december 1999) is een Italiaans-Argentijns hockeyer.

## Levensloop
Mondo was actief bij KMTHC uit Mechelen. In mei 2022 werd bekend dat hij vanaf seizoen 2022-'23 zou aansluiten bij Herakles.
Daarnaast is hij actief bij het Italiaans hockeyteam.